# Lezha
Lezha este un oraș din Albania.